# Gerty Theresa Cori
Dr. Gerty Theresa Cori (rođena Radnitz), (Prag, 15. kolovoza, 1896. - St. Louis, Missouri, 26. listopada, 1957.), američka biokemičarka rođena u Pragu (tada Austro-Ugarska, danas Češka) koji je, zajedno sa suprugom Carlom Ferdinandom Corijem i argentinskim fiziologom Bernardoom Albertom Houssayom, dobila Nobelovu nagradu za fiziologiju ili medicinu, 1947. g., za njihovo otkriće kako je glikogen - derivat glukoze - razgrađen i ponovno sastavljen (resintetiziran) u tijelu, za korištenje kao pohrana i izvor energije.

## Životopis
Na nagovor svojega ujaka pedijatra, upisala je 1914.g. medicinu u Pragu gdje je upoznala svoga supruga Carla. Vjenčali su se 1920.g. nakon diplome. Iako rođena u židovskoj obitelji prešla je na katoličanstvo. 1922.g. oboje imigriraju u SAD, u Buffalo, New York. 1928.g. postaju naturalizirani građani SADa. Proučavajući metabolizam glukoze, 1929.g. predložili su teoriju koja im je donijela Nobelovu nagradu. Cori-ciklus je njihovo zajedničko objašnjenje kretanje enrgije u ljudskom tijelu - od mišića da jetre pa natrag do mišića. 1931. g. seli u St. Louis, Missouri, gdje ostaje do svoje smrti 1957.g.

## Zanimljivosti
- Gerty Cori treća je žena koja je dobila Nobelovu nagradu
- po Gerty Cori nazvan je jedan mjesečev krater - krater Cori

## Vanjske poveznice
- (engl.)Nobelova nagrada - životopis